# Rosemont–La Petite-Patrie
Rosemont–La Petite-Patrie é um dos 19 distritos de Montreal, no Canadá. Situa-se na parte central da cidade. Possui uma população de 134 038 habitantes e uma área de 14,4 km². 
Faz fronteira com Saint-Léonard a norte; com Le Plateau-Mont-Royal a sul; com Villeray–Saint-Michel–Parc-Extension a oeste; e com Mercier–Hochelaga-Maisonneuve a leste.